# Matti Järvinen
Matti Henrikki Järvinen (Tampere, 18 febbraio 1909 – Helsinki, 22 luglio 1985) è stato un giavellottista finlandese.
Era figlio del campione olimpico Verner Järvinen e fratello del decatleta Akilles Järvinen e del lanciatore del peso Kalle Järvinen, entrambi atleti di livello olimpionico.

## Palmarès
| Anno | Manifestazione  | Sede        | Evento                 | Risultato | Prestazione | Note                  |
| ---- | --------------- | ----------- | ---------------------- | --------- | ----------- | --------------------- |
| 1932 | Giochi olimpici | Los Angeles | Lancio del giavellotto | Oro       | 72,71 m     | Record olimpico       |
| 1934 | Europei         | Torino      | Lancio del giavellotto | Oro       | 76,66 m     | Record dei campionati |
| 1936 | Giochi olimpici | Berlino     | Lancio del giavellotto | 5º        | 69,18 m     |                       |
| 1938 | Europei         | Parigi      | Lancio del giavellotto | Oro       | 76,87 m     | Record dei campionati |